# Čuprene
Čuprene (in bulgaro Чупрене?) è un comune bulgaro situato nella regione di Vidin di 2 434 abitanti (dati 2009). La sede comunale è nella località omonima.

## Località
Il comune è formato dall'insieme delle seguenti località:
- Bostanite
- Čuprene (sede comunale)
- Dolni Lom
- Gorni Lom
- Protopopinci
- Repljana
- Sredogriv
- Tărgovište
- Vărbovo